# 華麗上班族之生活與生存
《華麗上班族之生活與生存》（英語：Design for Living）是一部由「非常林奕華」製作的舞台劇，以辦公室政治及金融海嘯為主題，剖析大都會裡白領族在職場的生活與心態，是「城市三部曲」的首部曲，其餘作品分別為《男人與女人之戰爭與和平》及《命運建築師之遠大前程》。
本劇為張艾嘉首次創作的舞台劇劇本，她本人亦在劇中飾演女主角張威，其他主要演員包括鄭元暢、王耀慶、謝盈萱等，部分演員及創作團隊曾參與《包法利夫人們－名媛的美麗與哀愁》、《西遊記》及《水滸傳》等多部舞台劇。
本劇亦是林奕華首個在中國內地首演的舞台劇作品，過往作品均在香港及台灣作首演。

## 創作背景
2008年5月12日，《包法利夫人們－名媛的美麗與哀愁》在北京保利劇院首演，當天下午劇組在綵排的時間感受到汶川大地震的震動。當時導演林奕華就反思生命應追求什麼，是生活還是生存的問題。回到香港之後，就跟張艾嘉進行接觸，把「生活與生存」作為她的原創舞台劇劇本構想。構思初期，兩人並未設定以辦公室上班族為主題，但兩人發現中國內地在全球化的影響下，北京、上海等大城市都在有意發展成伦敦、巴黎一樣，城市人追求的物質生活與價值也趨於單一化，而普遍都市人感到上班是浪费时间，只著眼於实现成功欲望的生存法則，而忽略生活的本義，於是劇本以「生存必須工作，但工作為什麼總是讓人恐懼、逃避？因為工作扼殺生活」作為命題，把現代人「上班」為主的工作形式作戲劇化的呈現。
張艾嘉於5日內完成劇本創作，總字數為38,000字。由於本劇創作主題與時代背景正值金融海嘯，林奕華將該劇比喻為俄羅斯劇作家安東·契訶夫《櫻桃園》的現代版。有評論則認為，該劇在人物心理的構思是受到法國小說《危險關係》及其改編電影的啟發。

## 故事大綱
在金融海嘯的陰影之下，在商業中心區某座百層摩天大樓99樓的辦公室人心浮噪，傳言公司高層打算裁員減薪，就連當權的女老闆張威亦可能面臨撤換，她的下屬亦對執掌公司大位虎視眈眈，其中尤以張威一手扶植，彼此關係猶如師徒、母子、情人的特別助理大偉，以及為事業荒廢家庭的財務總監蘇菲之間的競爭最為激烈，兩人在職場上不時針鋒相對。
一心為前夫仲平推動公司上市計畫的張威，無所不用其計，竟利用公司最性感的女業務嘉玲以美色拉攏反對上市計畫的吳副董，嘉玲發現自己任由公司擺佈的工具，暗中與敵對公司小開交往。公司眾人亦因裁員減薪的陰霾下，逐漸被張威所利用分化，對蘇菲有非分之想的沈凱、善於猜度老闆心情的孫強、三個月內不斷更替的女祕書冬梅、夏荷、秋菊，無不被女強人張威弄得團團轉。
此時，一對青年男女加入公司成為職場新鮮人，李想青春善良而滿懷理想，卻一直找尋自己的價值與地位；琪琪表面聰明洋溢，卻無人知曉她是到公司實習的大老闆孫女。李想對琪琪心生傾慕，但對自己與別人缺乏安全感，只有求教於張威，張威逐以語言遊戲擺佈李想以為自己愛上的是她，並收他為自己的副手。至於琪琪則在星期日在私人俱樂部巧遇大偉，兩人以手機短訊打破關係，大偉對琪琪的心防逐步解除，並納她為副手。回到公司，眾人見張威與李想、大偉與琪琪出雙入對，謠言有不尋常的感情關係。
事情發展逐步超過張威的安排，李想竟為了證明真愛而追求琪琪，而大偉與蘇菲這對職場冤家則互生憐憫之情。隨著雷曼兄弟破產及美國國際集團被美國政府收購，大偉私自調動公司資金炒賣金融衍生工具一事終被蘇菲發現，他要求蘇菲竄改公司財務數據而求翻身，在一場歇斯底里的爭執後，蘇菲決定協助大偉。仲平突然發函邀請眾人到高級餐廳晚宴，席間指這是一場餞行宴，暗示公司高層有意在上市後辭退張威，由大偉與蘇菲接掌。
翌日早上，大偉虧空公司資產一事終被揭發，正當眾人急著尋找大偉交代事件之時，李想在神推鬼使下來到辦公大樓天台，遇到正在抽煙俯瞰眾人的大偉。大偉感慨自己當初加入公司就如李想一樣，自己逐漸被張威調教成辦公室的惡魔，甚至因追名逐利而失去良知，不能自拔。正當張威與仲平趕到大樓天台，大偉拉著李想從天台一躍而下，兩人當場墜樓身亡。
張威哭跪在天台邊緣歇斯底里，忽然想起李想當天應徵的情境，不禁語帶相關的唸著：「李想，理想，我好像還記得你」。

## 分場表
- 序《黑色星期一》
- 第一場《為什麼要上班》
- 第二場《應徵》
- 第三場《開會》
- 第四場《其實你不懂我的心》
- 第五場《星期日》
- 第六場《夢》
- 第七場《誰會被幹掉》
- 第八場《你要不要轉行》
- 第九場《最懂我的人是誰》

中場休息，期間播放《忙與盲》（主唱：張艾嘉、作詞：袁瓊瓊、作曲：李宗盛，1985年）作間場音樂
- 第十場《她不知道我知道她是誰》
- 第十一場《感冒》
- 第十二場《這遊戲叫愛嗎》
- 第十三場《舊的不去，新的不來》
- 第十四場《最後的晚餐》
- 第十五場《李想之死》

## 演員表
- 張艾嘉　飾　張威
- 鄭元暢　飾　李想
- 王耀慶　飾　大偉
- 楊　淇　飾　琪琪
- 朱宏章　飾　仲平
- 謝盈萱(2008年至2009年)/高若珊(2010年)　飾　蘇菲
- 黃健瑋　飾　孫強
- 莊凱勛(2008年至2009年)/吳定謙(2010年)　飾　沈凱
- 吳天葳　飾　嘉玲
- 陳恭銘/吳定謙(2009年台北)　飾　快遞員/計程車司機/吳副董/書店職員/超級市場職員/大偉友人/餐廳領班
- 林鈺玲/黃凱臨(2009年台北)　飾　冬梅/夏荷/秋菊/說書人
- 彭浩秦　飾　班班
- 林英杰　飾　浩浩

## 原聲帶
該劇於2009年春季發行原聲帶《陳建騏劇場音樂記錄18－華麗上班族之生活與生存》，收錄了18首配樂作品，包括經過重新編曲，由趙鵬演繹的《其實你不懂我的心》（原唱/作曲：童安格、作詞：陳桂珠，1988年）。由於版權關係，原聲帶未有收錄間場播放的《忙與盲》。

## 評價及影響
在2009年1月，該劇獲得《南方周末》選為「2008文化原创榜」的「年度戏剧」，評審團認為該劇浸入当代生活，在开放的舞台空间展现情欲饥渴和社会矛盾，杯水风波和没有硝烟的战争，舞台处理具张力、压迫感。有劇評指出，該劇成功匯聚影、視、舞台界人才参与演出，表演事业發展亦進入跨区域巡迴演出的运作模式。有評論則認為舞台界傳統上不贊同影視明星參演舞台劇，但張艾嘉在該劇的出色表現，卻证明了具实力的演员在任何表演空间都能得到發揮。《華麗上班族之生活與生存》獲得第19屆香港舞台劇獎最佳舞台設計及十大最受歡迎製作，另入圍最佳劇本。

## 改編作品
張艾嘉在2009年5月透露，《華麗上班族之生活與生存》的電視劇版權賣給中國北京電視台，但電影版權則仍然保留。她於2010年1月表示，有意把《華麗上班族之生活與生存》改編為歌舞片，正籌備劇本及歌曲，預計最快於2011年開拍，片長將為2小時，並透露杜琪峰有意執導該片。2013年7月張艾嘉在公開埸合表示，將於同年年底與杜琪峯合作拍攝電影版《華麗上班族》
。
《華麗上班族之生活與生存》的電視劇版名為《華麗上班族》2013年6月開始拍攝，由張翰和秋瓷炫主演。

## 外部連結
- 《華麗上班族之生活與生存》文摘 （页面存档备份，存于）非常林奕華-新浪博客
- 星級組合林奕華張艾嘉　與台港演員演《華麗上班族之生活與生存》 （页面存档备份，存于）香港特區政府新聞公報，2009年2月20日
- 舞台劇《華麗上班族之生活與生存》亞洲巡迴香港站後日公演 （页面存档备份，存于）香港特區政府新聞公報，2009年3月24日
- 華麗上班族探討人生哲理《大公報》2009年3月25日